# Liste von Brückenbauten mit Beteiligung von George S. Morison

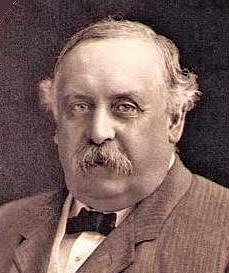
George S. Morison 1842–1903

Die Liste von Brückenbauten mit Beteiligung von George S. Morison führt chronologisch die Brückenbauprojekte auf, an denen George S. Morison (1842–1903) maßgeblich in seiner circa 35-jährigen Karriere beteiligt war. Er realisierte über zwanzig große Eisenbahnbrücken unter anderem über den Missouri, Mississippi und Ohio River, darunter mit der über drei Kilometer langen Cairo Rail Bridge (1890) die damals längste Stahl-Fachwerkbrücke der Welt und mit der Frisco Bridge (1892) die Auslegerbrücke mit der damals längsten Spannweite in Nordamerika. In seinen letzten Lebensjahren gewann er 1898 in Zusammenarbeit mit dem Architekten Edward Pearce Casey noch eine Ausschreibung mit dem Entwurf einer Straßenbrücke über das Tal des Rock Creek in Washington, D.C., die aber erst 1907 fertiggestellt wurde. Die Taft Bridge war zum Zeitpunkt ihrer Errichtung die größte unverstärkte Beton-Bogenbrücke der Welt. Neben der Frisco Bridge und Taft Bridge sind nur noch zwei weitere Brücken von Morison in ihrer ursprünglichen Ausführung erhalten (2022).

## Ausbildung und Partnerschaften
Ursprünglich als Jurist ausgebildet, begann Morison 1867 im Alter von 23 Jahren eine Karriere als Bauingenieur. Ohne formelle Ausbildung auf dem Gebiet sammelte er unter Octave Chanute (1832–1910) erste Erfahrungen und betrieb intensives Selbststudium, welches er über seine gesamte berufliche Laufbahn aufrechterhielt. Morison widmete sich vorrangig dem Brückenbau zur Zeit der expandierenden Eisenbahngesellschaften in Nordamerika Ende des 19. Jahrhunderts und wurde einer der führenden Experten auf diesem Gebiet. Während seiner Laufbahn arbeitete Morison neben Octave Chanute mit vielen bekannten Bauingenieuren wie Charles Conrad Schneider (1843–1916), Alfred Noble (1844–1914) und Ralph Modjeski (1861–1940) zusammen, wobei letzterer seinen Lehrmeister noch übertreffen sollte und später gleich Morison einer der bedeutendsten Brückenbauingenieure der USA wurde. Zwischen 1887 und 1889 ging Morison zudem eine Partnerschaft mit Elmer Lawrence Corthell (1840–1916) ein, die zusammen als Morison & Corthell mehrere Brücken von Florida bis Oregon realisierten.

## Brückenbauten
Die Liste stützt sich auf die Abhandlungen von Clayton B. Fraser (1986) und Frank Griggs, Jr. (2008). Letzterer erwähnt gleich der biographischen Denkschrift der National Academy of Sciences aus dem Jahre 1905 zwei weitere Brücken in Ainsworth (Washington) und Belknap (Montana) zwischen 1883 und 1884, die in Frasers Übersicht nicht enthalten sind. Da aufgrund unzureichender Quellenlage die Brücken nicht Bauwerken in der Region zugeordnet werden können sowie Morisons Beitrag unklar ist, wurden sie in die Liste nicht aufgenommen.
- Name: Name der Brücke entsprechend dem Lemma in der deutschsprachigen Wikipedia.
- Fertigstellung: Jahr der Fertigstellung der Brücke. Planungs- und Baubeginn sowie Engagement von Morison können mehrere Jahre davor liegen, Angaben sind den Hauptartikeln oder Einzelnachweisen zu entnehmen. Bei Umbauten oder Erweiterungen sowie späteren Neubauten ist in Klammern das Jahr der ursprünglichen Errichtung bzw. des Neubaus angegeben.
- Brückentyp: Konstruktionsform der Brücke. Einige Brücken sind Kombinationen mehrerer unterschiedlicher Tragwerke und zusätzlich können bewegliche Brückenabschnitte integriert sein. Balkenbrücken für die Zufahrten werden i. d. R. nicht berücksichtigt.
- Längste Spannweite: Längste Spannweite zwischen den tragenden Elementen wie Widerlager oder Brückenpfeiler, bei Bogenbrücken der Abstand zwischen den Bogenenden an den Kämpfern.
- Gesamtlänge: Gesamtlänge der Brücke bzw. Teilabschnitte zwischen den Widerlagern, i. d. R. einschließlich der Zufahrten.
- Auftraggeber: Unternehmen oder Behörde die Morison engagiert hat.
- Funktion von Morison: Art der Beteiligung von Morison am Bauprojekt. Als Chefingenieur (chief engineer) war er als leitender Ingenieur für den Entwurf und die Ausführung der Brücke verantwortlich.
- Beteiligte Ingenieure/Architekten: Bekannte beteiligte Ingenieure und Architekten am Bauprojekt sowie deren Funktion bzw. Beitrag.

Die Angaben zu Brücken, die noch keinen Artikel in der deutschsprachigen Wikipedia haben, sind durch die unter Name angeführten Einzelnachweise referenziert. Sollten einzelne Angaben in der Tabelle nicht über die Hauptartikel referenziert sein, so sind an der entsprechenden Stelle zusätzliche Einzelnachweise angegeben.
| Bild | Name                                | Fertigstellung     | überbrückt        | Lage                                             | Brückentyp                                | längste Spannweite | Länge  | Auftraggeber                                       | Funktion von Morison                 | Beteiligte Ingenieure/ Architekten                                                                         |
| ---- | ----------------------------------- | ------------------ | ----------------- | ------------------------------------------------ | ----------------------------------------- | ------------------ | ------ | -------------------------------------------------- | ------------------------------------ | --- |
|      | Hannibal Bridge                     | 1869 (1917)        | Missouri River    | Kansas City (Missouri)                           | Fachwerkbrücke mit Drehbrücke             | 076 m              | 0427 m | Hannibal and St. Joseph Railroad                   | Assistenz-Ingenieur                  | Octave Chanute (Chefingenieur)                                                                             |
|      | Portageville Viaduct                | (1852) 1875 (2017) | Genesee River     | Letchworth State Park (New York)                 | Trestle-Brücke                            | 036 m              | 0249 m | Erie Railroad                                      | Chefingenieur                        | Silas Seymour (Holzbrücke von 1852)                                                                        |
|      | Plattsmouth Railroad Bridge         | 1880 (1903) (2013) | Missouri River    | Plattsmouth (Nebraska) – Mills County (Iowa)     | Fachwerkbrücke                            | 123 m              | 0907 m | Chicago, Burlington and Quincy Railroad            | Chefingenieur                        | C. C. Schneider (Assistenz-Ing.)                                                                           |
|      | Missouri River High Bridge          | 1882 (1905)        | Missouri River    | Bismarck (North Dakota) – Mandan (North Dakota)  | Fachwerkbrücke                            | 122 m              | 0465 m | Northern Pacific Railway                           | Chefingenieur                        | C. C. Schneider (Assistenz-Ing.) Ralph Modjeski (Neubau 1905)                                              |
|      | Blair Crossing Bridge               | 1883 (1924)        | Missouri River    | Blair (Nebraska) – Harrison County (Iowa)        | Fachwerkbrücke                            | 102 m              | 0468 m | Sioux City and Pacific Railroad                    | Chefingenieur                        | C. C. Schneider (Assistenz-Ing.)                                                                           |
|      | Marent Gulch Trestle                | (1883) 1885 (1927) | Marent Gulch      | Missoula County (Montana)                        | Trestle-Brücke                            | 036 m              | 0243 m | Northern Pacific Railway                           | Chefingenieur                        | Alfred Noble (Verbindungs-Ing.) C. C. Schneider (Holzbrücke von 1883)                                      |
|      | Union Pacific Missouri River Bridge | (1872) 1887 (1916) | Missouri River    | Omaha (Nebraska) – Council Bluffs (Iowa)         | Fachwerkbrücke                            | 076 m              | 0533 m | Union Pacific Railroad                             | Chefingenieur                        | Ralph Modjeski (Assistenz-Ing.)                                                                            |
|      | Rulo Rail Bridge                    | 1887 (1977)        | Missouri River    | Rulo (Nebraska)                                  | Fachwerkbrücke                            | 116 m              | 0607 m | Chicago, Burlington and Quincy Railroad            | Chefingenieur                        | |
|      | Sioux City Bridge                   | 1888 (1982)        | Missouri River    | South Sioux City – Sioux City (Iowa)             | Fachwerkbrücke                            | 122 m              | 1071 m | Sioux City Bridge Company                          | Chefingenieur                        | Elmer L. Corthell (Morison & Corthell 1887–1889)                                                           |
|      | Nebraska City Railroad Bridge       | 1888 (1984)        | Missouri River    | Nebraska City (Nebraska) – Fremont County (Iowa) | Fachwerkbrücke                            | 123 m              | 0325 m | Chicago, Burlington and Quincy Railroad            | Chefingenieur                        | Elmer L. Corthell (Morison & Corthell 1887–1889)                                                           |
|      | Maroon Creek Bridge                 | 1888 (2008)        | Maroon Creek      | Aspen (Colorado)                                 | Trestle-Brücke                            | 009 m              | 0198 m | Colorado Midland Railway                           | Chefingenieur                        | |
|      | Steel Bridge                        | 1889 (1912)        | Willamette River  | Portland (Oregon)                                | Doppelstock-Fachwerkbrücke mit Drehbrücke | 099 m              | 0340 m | Oregon Railway and Navigation Company              | Chefingenieur                        | Elmer L. Corthell (Morison & Corthell 1887–1889)                                                           |
|      | Riparia Bridge                      | 1889 (1969)        | Snake River       | Riparia (Washington), Whitman County             | Fachwerkbrücke mit Drehbrücke             | 099 m              | 0305 m | Oregon Railway and Navigation Company              | Chefingenieur                        | |
|      | Cairo Rail Bridge                   | 1890 (1952)        | Ohio River        | Wickliffe (Kentucky) – Cairo (Illinois)          | Fachwerkbrücke                            | 158 m              | 6237 m | Chicago, St. Louis and New Orleans Railroad        | Chefingenieur                        | Elmer L. Corthell (Morison & Corthell 1887–1889) Alfred Noble (Verbindungs-Ing.)                           |
|      | Merchants Bridge                    | 1890 (2022)        | Mississippi River | St. Louis (Missouri)                             | Fachwerkbrücke                            | 158 m              | 1320 m | Merchants Bridge Company                           | Chefingenieur                        | Elmer L. Corthell (Morison & Corthell 1887–1889)                                                           |
|      | Jacksonville Bridge                 | 1890 (1925)        | St. Johns River   | Jacksonville (Florida)                           | Fachwerkbrücke mit Drehbrücke             | 076 m              | 0798 m | Jacksonville Bridge Company                        | Chefingenieur                        | Elmer L. Corthell (Morison & Corthell 1887–1889)                                                           |
|      | Winona Rail Bridge                  | 1891 (1990)        | Mississippi River | Winona (Minnesota)                               | Fachwerkbrücke mit Drehbrücke             | 110 m              | 0847 m | Winona Bridge Railway Company                      | beratender Ingenieur (incl. Entwurf) | D. M. Wheeler (Chefingenieur)                                                                              |
|      | Frisco Bridge                       | 1892               | Mississippi River | Memphis (Tennessee) – West Memphis (Arkansas)    | Fachwerk-Gerberträgerbrücke               | 241 m              | 1528 m | Kansas City and Memphis Railway and Bridge Company | Chefingenieur                        | Ralph Modjeski (Chefzeichner, Ass.-Ing.) Alfred Noble (Verbindungs-Ing.) Walter E. Angier (Assistenz-Ing.) |
|      | Burlington Rail Bridge              | (1867) 1893 (2010) | Mississippi River | Burlington (Iowa) – Gulfport (Illinois)          | Fachwerkbrücke mit Drehbrücke             | 075 m              | 0654 m | Chicago, Burlington and Quincy Railroad            | Chefingenieur                        | |
|      | Bellefontaine Bridge                | 1893               | Missouri River    | St. Charles County – St. Louis County (Missouri) | Fachwerkbrücke                            | 134 m              | 0802 m | Chicago, Burlington and Quincy Railroad            | Chefingenieur                        | Alfred Noble (Ass.-Chefingenieur)                                                                          |
|      | Alton Bridge                        | 1894 (1988)        | Mississippi River | West Alton (Missouri) – Alton (Illinois)         | Fachwerkbrücke mit Drehbrücke             | 110 m              | 0631 m | Chicago, Burlington and Quincy Railroad            | Chefingenieur                        | Alfred Noble (Ass.-Ing., Überbau)                                                                          |
|      | Terminal Bridge                     | 1894 (1988)        | Missouri River    | Leavenworth (Kansas)                             | Fachwerkbrücke mit Drehbrücke             | 101 m              | 335 m  | Leavenworth Terminal, Railway and Bridge Company   | Chefingenieur                        | |
|      | Atchison Swing Bridge               | (1875) 1901        | Missouri River    | Atchison (Kansas) – Buchanan County (Missouri)   | Fachwerkbrücke mit Drehbrücke             | 078 m              | 0358 m | Atchison and Eastern Bridge Company                | Chefingenieur                        | |
|      | Boone Viaduct                       | 1901 (2009)        | Des Moines River  | Boone (Iowa)                                     | Trestle-Brücke                            | 091 m              | 0818 m | Chicago and Northwestern Railroad                  | beratender Ingenieur                 | Edward C. Carter (Chefingenieur)                                                                           |
|      | Taft Bridge                         | 1907               | Rock Creek Gorge  | Washington, D.C.                                 | Bogenbrücke                               | 046 m              | 0275 m | Commissioners of the District of Columbia          | Entwurf 1898 († 1903)                | W. J. Douglas (Chefingenieur) Edward Pearce Casey (Architekt)                                              |

|  |

## Veröffentlichungen zu seinen Brückenbauten
- Octave Chanute, George S. Morison: The Kansas City Bridge: With an Account of the Regimen of the Missouri River, and a Description of Methods Used for Founding in That River. D. Van Nostrand, New York 1870 (Digitalisat).
- George S. Morison: The Plattsmouth Bridge: A Report to Charles E. Perkins, President of the Chicago, Burlington, and Quincy Railroad. New York 1882 (Digitalisat).
- George S. Morison: The Blair Crossing Bridge: A Report to Marvin Hughitt, President of the Missouri Valley and Blair Railway and Bridge Company. New York 1886 (Digitalisat).
- George S. Morison: The New Omaha Bridge: A Report to Charles Francis Adams, President of the Union Pacific Railway Company. New York 1889 (Digitalisat).
- George S. Morison: The Rulo Bridge: A Report to Charles E. Perkins, President of the Chicago, Burlington, and Quincy Railroad. Chicago 1890 (Digitalisat).
- George S. Morison: The Sioux City Bridge: A Report to Marvin Hughitt, President of the Sioux City Bridge Company. Chicago 1891 (Digitalisat).
- George S. Morison: The Nebraska City Bridge: A Report to Charles E. Perkins, President of the Chicago, Burlington, and Quincy Railroad. Chicago 1892 (Digitalisat).
- Stuyvesant Fish, George S. Morison: The Cairo Bridge: Report of Stuyvesant Fish, President, to the Board of Directors of the Chicago, St. Louis, & New Orleans R.R. Co. February 24, 1892, report of George S. Morison, Chief Engineer, to the President of the Chicago, St. Louis & New Orleans R.R. Co., October 1, 1891. Knight, Leonard & Co., Chicago 1892 (Digitalisat).
- George S. Morison: The Bellefontaine Bridge: A Report to Charles E. Perkins, President of the Chicago, Burlington, and Quincy Railroad. Chicago 1894 (Digitalisat).
- George S. Morison: The Memphis Bridge: A Report to George H. Nettleton, President of the Kansas City and Memphis Railway and Bridge Company. John Wiley & Sons, New York 1894 (Digitalisat).